# Pieve a Nievole (comuna)
Pieve a Nievole és un municipi italià de 9 124 habitants a la província de Pistoia a la Toscana. El municipi està situat a la part centre-oriental de Valdinievole, unint els nuclis de Montecatini Terme i Monsummano Terme, el municipi és travessat pel riu Nievole.

## Història
Pieve a Nievole és un poble famós pel pavelló de caça de la família Mèdici (Casa Porciani) construït a l'època renaixentista i que avui acull l'Ajuntament. El poble es va constituir com a municipi el 29 de juny de 1905, amb la Llei núm. 353, publicat al Butlletí Oficial del Regne el 15 de juliol següent.El document més antic que fa referència a Pieve a Nievole és el publicat l'any 716 per Lodovico Antonio Muratori i fa referència a una disputa sorgida entre el bisbe de Lucca i el de Pistoia per una qüestió de jurisdicció. El poble, sempre eclipsat pels esdeveniments dels castells més importants i les poblacions veïnes, es va anar formant al voltant de l'única església parroquial existent, desenvolupant-se al llarg d'una important via de comunicació.

## Monuments i llocs d'interès

### Arquitectura religiosa
- Capella del Corpus Domini ( 1694 - 1706 )
- Església parroquial dels Sants Pere Apòstol i Marc Evangelista ( segles IV -V)
- Companyia de Sant Antoni i SS. Crucifix

### Arquitectura civil
- Casa Porciani ( segle XV )
- Villa Pitti - Amerighi ( segle XVIII )
- Villa Mimbelli ( segle XIX )
- Villa Brunetti ( segle XIX )
- Villa del Terzo ( 1647 )
- Casotto Tonini o d'Adrià ( segles XVII -XVIII)
- El petit pont de Dante ( segles XIII -XIV)